# Phyllorachideae
Phyllorachideae, tribus jednosupnica u potporodici Oryzoideae, porodica travovki. Po novijim istraživanjima sastoji se od 2 roda s 3 vrste.
Opisan je u Hooker's Icones Plantarum 34: t. 3386, p. 5. 1939.

## Rodovi
1. Phyllorachis Trimen (1 sp.)
2. Humbertochloa A. Camus & Stapf (2 spp.)

- ?Suddia Renvoize (1 sp.)